# 佐藤晴彦 (俳優)
佐藤 晴彦（さとう はるひこ、1980年3月20日 - ）は、日本の俳優。東京都出身。
身長175cm。血液型A型。特技は写真、バスケットボール、火吹き。趣味は旅、探検、英会話、アート。
オフィスパレットに所属していたが、2008年6月1日付で同社の業務提携先であるキャンディットへ移籍した。その後はエージェントオフィスタクトに所属していた。
お笑いコンビのLLRは、高校時代の同級生である。

## 出演

### テレビドラマ
- 超星神グランセイザー（2004年、テレビ東京） - オメガ 役
- プリンセス・プリンセスD（2006年、テレビ朝日） - 春江渉 役
- CAとお呼びっ!（2006年8月2日、日本テレビ）
- 逃亡者 おりん 第12話 （2007年1月19日、テレビ東京） - 柴田新之助 役
- 秘書のカガミ 第4話（2008年5月2日、テレビ東京） - 小池銀平 役
- 漫画喫茶都市伝説 呪いのマンナさん 第4話 - 第7話（2008年、BS-i） - 響也 役
- ラブレター 第49話（2009年2月5日、TBS） - 聖也 役
- 交渉人〜THE NEGOTIATOR〜 第2シリーズ 第8話・第9話（2009年12月10日・12月17日、テレビ朝日）

### テレビ番組
- 情報新惑星（2004年 - 2005年、BS日テレ） - レギュラーリポーター

### CM
- 日本コカ・コーラ「夏のバトン」篇（2005年）
- JALカード「だいたい同じ」篇（2011年）
- 東芝「使う人の気持ち」篇（2015年 - 2016年）
- シノケン「ラウンジ」編（2016年）
- シャープ「AQUOS 4K (N-Black)」篇（2016年）

### ラジオ番組
- Theater F（2007年、エフエム世田谷）

### 映画
- ヨムトシヌ〜DEATH COMIC（2009年）

### ウェブ
- 京セラミタ「OLサチコの受難な日々」（2007年）
- SUBARU「お父さん、お疲れ様です〜【実録】戦うお父さんの休日〜」（2015年 - 2016年）

### 舞台
- 即興舞台 LIVEACT vol.1 - vol.4（2006年6月 - 9月）
- SASUKE（2006年8月） - 海野六郎 役
- 演劇集団スプートニク旗揚げ公演『壊れたラジオ』（2007年11月）
- 赤坂RED/REVOLUTION『東京』（2008年3月）
- 演劇集団スプートニク第2回公演『ちょっと行ってきます、宇宙へ。』（2008年10月）
- 演劇集団スプートニク第3回公演『ジェニファー』（2009年3月）
- 『赤と黒』（2009年10月）
- 演劇集団スプートニク第4回公演『デイドリーム』（2009年12月）
- アトリエ・センターフォワード第3回公演『ブルー・ウォーター 〜20XX 火星編〜』（2010年3月）
- みかんピープル STAGE 01『イチマツ・タエコ』（2010年7月）
- アトリエ・センターフォワード第4回公演『中庭にリング』（2010年11月）
- 劇団ゲキハロ第10回公演『大正浪漫 ハイカラ探偵王 青いルビー殺人事件』（2011年6月、7月）

### 写真集
- オフィシャル写真集 プリンセス・プリンセスD（2006年8月9日、新書館、ISBN 4-403-65027-9）
- プリンセス・プリンセスD メイキングブック（2006年10月27日、新書館、ISBN 4-403-65028-7）